# Rio Razdã
Razdã (em armênio: Հրազդան գետ; romaniz.: Hrazdan get) é um grande rio e o segundo maior da Armênia. Se origina na extremidade noroeste do lago Sevã e flui para o sul através da província de Cotaique e da capital da Armênia, Erevã; o lago, por sua vez, é alimentado por vários riachos. Uma série de projetos hidrelétricos foram construídos no Hrazdan. Suas águas são procuradas para irrigar plantações.

## Nome
O rio é chamado Ildaruni em inscrições urartianas. O nome Razdã deriva da forma iraniana média do avéstico Frazdanu (Frazdānu), que na mitologia zoroastrista é o corpo de água pelo qual Histaspes se converteu ao zoroastrismo. Frazdanu é composto dos elementos fraz, "elevado, alto", e dānu, "rio". Danu deriva da mesma raiz iraniana de vários hidrônimos na Europa, como Dom, Dniepre, Danúbio e Dniestre. A mudança da inicial da palavra fr- para hr- pode ser vista em vários empréstimos iranianos para o armênio. O Razdã é mencionado na história de Moisés de Corene. Na história atribuída a Sebeos, a forma Hurazdã (Hurazdan) é usada, enquanto alguns historiadores armênios posteriores usam Hurastã (Hurastan). Seu nome nas línguas turcomanas é Zangu, Zanga, Zangui, ou Zengui (Zengy). Era chamado de Zanga na nomenclatura russa czarista.

## Geografia
O lago Sevã (com 30 rios contribuindo para seu armazenamento), o maior localizado na parte central do país e o Razdã que se origina dele, juntos formam a "Área de Gestão Sevã-Razdã", que é uma das cinco sub-bacias das 14 sub-bacias das bacias do Cura e do Aras da Armênia. O rio se origina do lago a uma altitude de 1 900 metros e flui na direção sul através de  um desfiladeiro profundo ao entrar no lado oeste de Erevã e então deságua no Aras no lado sul da cidade. As formações geológicas ao longo do curso do rio são compostas por fluxos de lava (existentes como basaltos) gerados por três vulcões nas montanhas Guelama. As superfícies de lava representam ambientes que existiam na forma de "lagos, canais de rios e planícies de inundação". A cronologia da paisagem da camada mais alta de basaltos indica uma idade de 200 mil anos.
O rio drena uma área de captação total de 2 566 quilômetros quadrados. O volume de precipitação é de 1 572 milhões de metros cúbicos de uma precipitação anual de 257 milímetros com um máximo de 43 milímetros em maio e um mínimo de 8 milímetros durante agosto. A temperatura média registrada na bacia varia de -3 °C em janeiro a 26 °C em julho com variação diurna com a menor temperatura noturna de -15 °C em janeiro e a maior temperatura diurna de 44 °C em julho. O fluxo total é de 733 milhões de metros cúbicos. O escoamento regulado ao rio, que forma o vale do Ararate, é utilizado para irrigação e benefícios hidrelétricos.

### Fauna
A fauna relatada do rio inclui 33 espécies de quironomídeos e 23 espécies de simuliídeos. Os quironomídeos pertencem a cinco subfamílias de Tanypodinae, Diamesinae, Prodiamesinae, Orthocladiinae e Chironominae. 25 espécies de invertebrados compreendendo duas espécies de rotíferos, 13 espécies de cladóceros e 10 espécies de copépodes foram registradas no rio.

## Desenvolvimento
As águas do lago têm sido usadas para irrigação desde o século XIX e, desde o início do XX, o desenvolvimento de energia hidrelétrica também foi implementado. As águas do lago foram planejadas para serem usadas através do rio para irrigação de 100 mil hectares (250 mil acres) no vale do Ararate, dos quais uma irrigação de 80 mil hectares (200 mil acres) foi criada. O desenvolvimento de energia hidrelétrica foi planejado no rio como a cascata de Sevã-Razdã envolvendo sete projetos num trecho de 70 quilômetros (43 mi) do rio com uma capacidade total instalada de 560 MW com geração média anual de energia de cerca de 500 milhões de quilowatts-hora; é o maior esquema de geração de energia hidrelétrica na Armênia. Este projeto foi implementado entre 1930 e 1962. Estes são projetos de pequeno e médio porte construídos como usinas de energia de fio d'água. As sete usinas de energia são: Sevan HEP com capacidade instalada de 34,2 MW com duas unidades concluídas em 1949; a HEP Hrazdan de 81,6 MW com duas unidades comissionadas em 1959; a HEP Argel com capacidade instalada de 224 MW concluída em 1953; a HEP Arzni com capacidade de 70,6 MW com instalação de 3 unidades comissionadas em 1956; a HEP Kanaker com capacidade instalada de 100 MW com 6 unidades concluídas em 1936; a HEP Yerevan-1 comissionada em 1962 com instalação de 44 MW com 2 unidades; e a Yerevan-3 com capacidade de 5 MW com uma unidade comissionada em 1960. No entanto, a prioridade de liberação de água do lago é para irrigação e, consequentemente, as usinas de energia são operadas.
As obras civis envolveram a construção de obras de desvio, canais abertos ou túneis e casa de força que ao longo dos anos precisaram de reabilitação substancial, pois foram todas construídas em meados do século XX. Em 2003, a International Energy Corporation, uma sociedade anônima fechada, adquiriu os projetos da Comissão Reguladora de Serviços Públicos do país sob a licença nº 0108 para geração de energia elétrica. Desde o momento da aquisição, eles começaram a reabilitar os projetos para maximizar a geração de energia. As obras foram concluídas em 2004. As obras foram realizadas com um empréstimo de US$ 25 milhões do Banco Asiático de Desenvolvimento.

## Poluição
A água do rio é poluída por fluxos de efluentes de desenvolvimento agrícola, comercial, industrial e residencial, mas particularmente pelas águas residuais não tratadas de Yerevan. Isso afeta a qualidade da água no rio com níveis de oxigênio dissolvido (OD) (menos de 5% do nível de oxigênio dissolvido saturado) permanecendo muito abaixo dos limites permitidos. Um estudo realizado em 2008 indica que um trecho de 16 quilômetros do rio, de 2 quilômetros a montante dos emissários de águas residuais de Erevã até 14 quilômetros abaixo, é insuficientemente arejado para fornecer um ambiente saudável para a vida aquática.